# El Maíllo
El Maíllo település Spanyolországban, Salamanca tartományban. El Maíllo Puebla de Yeltes, El Cabaco, Monsagro, Serradilla del Arroyo, Tenebrón, Morasverdes és Aldehuela de Yeltes községekkel határos. Lakosainak száma 282 fő (2024).

## Népesség
A település népessége az elmúlt években az alábbi módon változott:
| Lakosok száma | 429  | 392  | 349  | 348  | 327  | 298  | 279  | 260  | 276  | 282  |
|               | 2001 | 2004 | 2007 | 2009 | 2012 | 2014 | 2017 | 2019 | 2022 | 2024 |